# Megachile japonica
Megachile japonica là một loài Hymenoptera trong họ Megachilidae. Loài này được Alfken mô tả khoa học năm 1903.